# Ефимьево (Вачский район)
Ефи́мьево — деревня в Вачском районе Нижегородской области. Входит в состав Чулковского сельсовета.

## Общая информация
В прошлом — деревня Больше-Загаринского прихода Загаринской волости Муромского уезда Владимирской губернии.
Находится на расстоянии около 3 км на юг от села Чулково и примерно 4 км на север от села Большое Загарино.

## Ефимьево в исторических документах
- В писцовых книгах 1628—1630 годов отмечается, что в Ефимьеве 8 дворов крестьянских и что деревня принадлежит боярину Михаилу Борисовичу Шеину (известному полководцу и государственному деятелю России XVII века).
- В окладных книгах Рязанской епархии за 1676 год в составе «прихода села Загарина» упоминается деревня Ефимьево, в которой 17 дворов крестьянский и 2 бобыльских.
- В «Историко-статистическом описании церквей и приходов Владимирской Епархии» за 1897 год сказано, что в деревне Ефимьево 20 дворов.

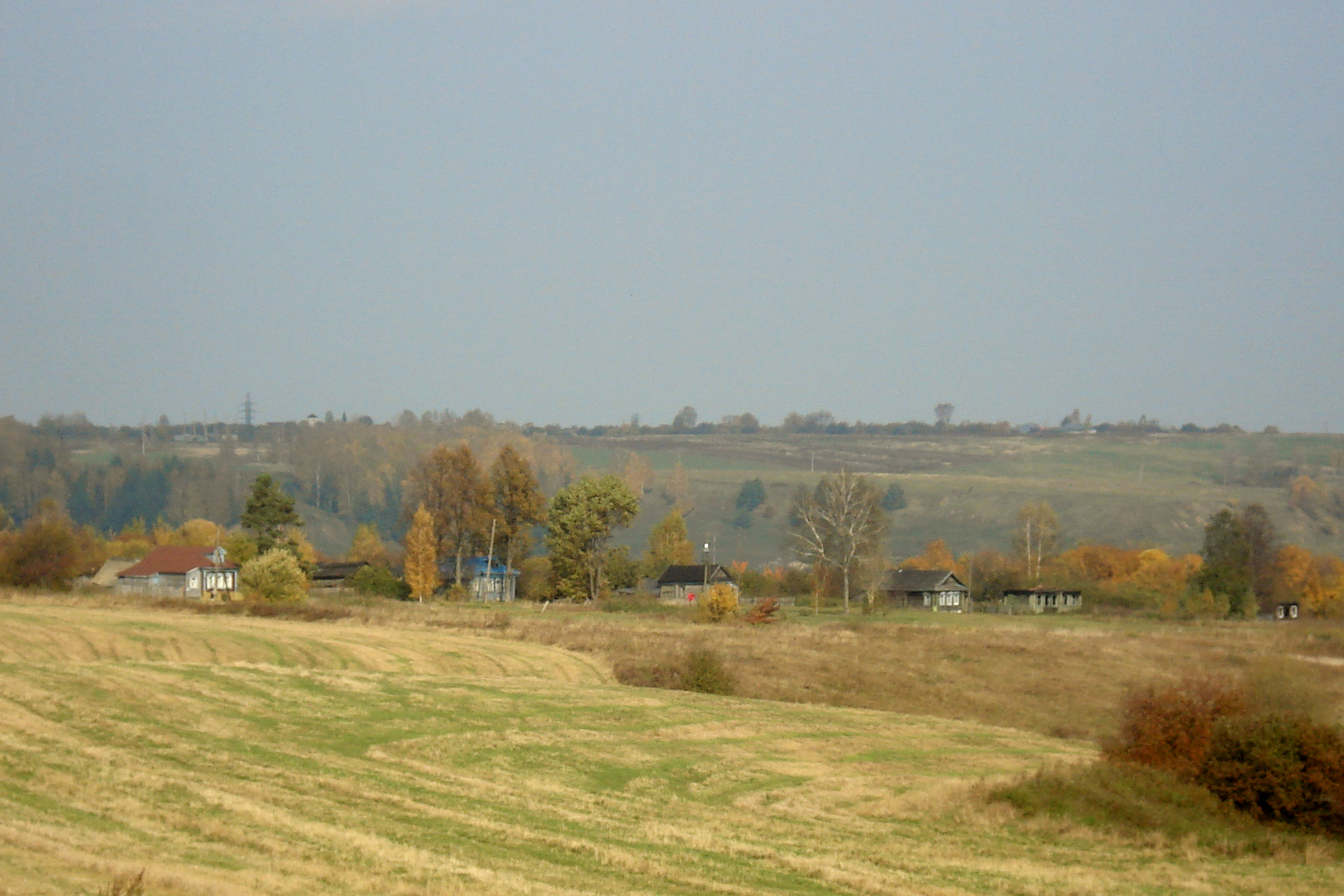
Вид на Ефимьево с автодороги Федурино-Чулково

## Население
| 1859 | 1905 | 1926 | 1999 | 2002 | 2010 |
| ---- | ---- | ---- | ---- | ---- | ---- |
| 172  | ↘157 | ↘103 | ↘10  | ↗18  | ↘5   |

## Ефимьево в наши дни
Ефимьево состоит из одного ряда домов, одним концом подходящего к автодороге Федурино — Чулково, а другим — к Кошкину.
В настоящее время в Ефимьеве нет никаких предприятий, учреждений, торговых точек, однако близость к автодороге и Кошкину, где есть магазин, частично нивелирует отсутствие перечисленного.
Ефимьево не телефонизировано, но в нём установлен «красный» таксофон с номером (83173)62935.

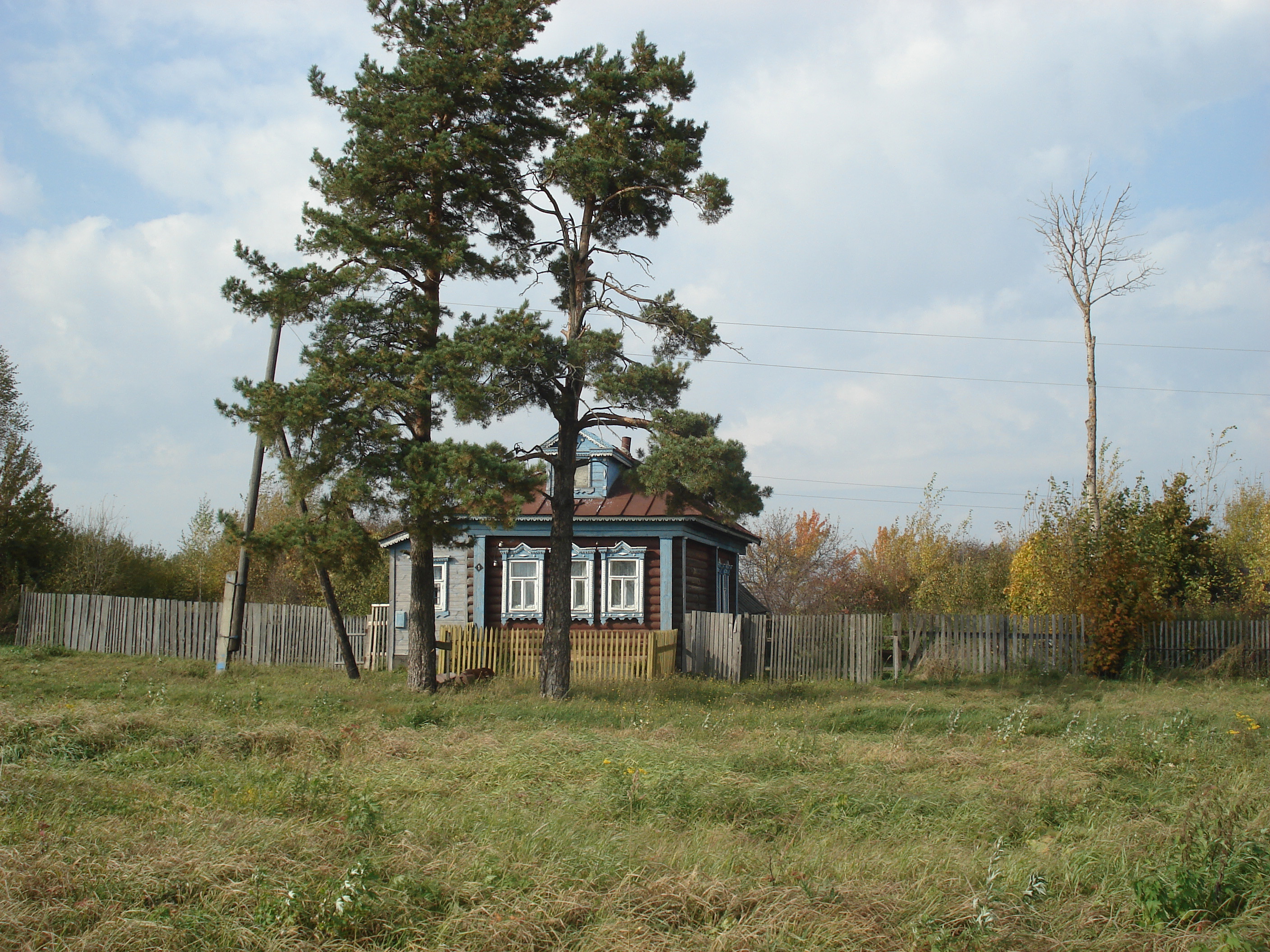
Домик в Ефимьево

Доехать до Ефимьева на автомобиле можно по автодороге Р125 Муром — Нижний Новгород, повернув у Федурина (рядом с поворотом на Вачу) в сторону Чулкова и проехав по асфальтированной дороге около 13 км, съехать с неё направо к находящемуся рядом с дорогой Ефимьеву.
Также можно воспользоваться автобусом № 100, курсирующим по маршруту Павлово — Вача — Чулково.